# Santebal
La Santebal (en camboyano: សន្តិបាល, romanizado: Sântĕbal; que significa "guardián de la paz") era la policía secreta de la dictadura de Pol Pot en la Kampuchea Democrática (DK) de los Jemeres Rojos en Camboya desde 1971 hasta 1979 tras la victoria vietnamita en la guerra camboyano-vietnamita y quien estaba a cargo de la seguridad interna y administraba campos de prisioneros como el S-21 (Tuol Sleng) donde miles de personas fueron encarceladas, interrogadas, torturadas y ejecutadas extrajudicialmente. 
Era parte de la estructura organizativa de los Jemeres Rojos mucho antes de la Caída de Nom Pem el 17 de abril de 1975. Su nombre es una amalgama de dos palabras: sântĕsŏkh (សន្ដិសុខ) que significa "seguridad" y nôkôrbal (នគរបាល) que significa "policía".

## Historia
Ya en 1971, los Jemeres Rojos o el Partido Comunista de Kampuchea establecieron la Zona Especial fuera de Phnom Penh bajo la dirección de Vorn Vet y Son Sen. Sen, más tarde Viceministro de Defensa de Kampuchea Democrática, también estuvo a cargo del Santebal, y en esa capacidad nombró al Camarada Duch para dirigir su aparato de seguridad. La mayoría de los diputados de Santebal, como Camarada Chan y Camarada Pon (diputado de Chan), procedían de Kampong Thom, la provincia natal de Duch.
Cuando los Jemeres Rojos tomaron el poder en 1975, Duch trasladó su cuartel general a Phnom Penh y dependía directamente del senador. En ese momento, se usaba una pequeña capilla en la capital para encarcelar a los prisioneros del régimen, que sumaban menos de doscientos. En mayo de 1976, Duch trasladó su cuartel general a su ubicación final, una antigua escuela secundaria conocida como Tuol Sleng, que podía albergar hasta 1.500 prisioneros. Fue en Tuol Sleng donde se llevaron a cabo las principales purgas de los cuadros de los Jemeres Rojos y miles de prisioneros fueron torturados y asesinados. Entre 1976 y 1978, 20.000 camboyanos fueron encarcelados en Tuol Sleng. De este número, solo se sabe que sobrevivieron siete adultos. Sin embargo, Tuol Sleng fue solo uno de al menos 150 centros de ejecución en el país.
La brutalidad y las torturas hicieron a la Santebal temida entre la población camboyana. Desde palizas constantes, sumergir las cabezas de las víctimas hasta casi ahogarlos, decapitaciones con machetes y electrocutaciones en camas de metal conectadas a una batería de auto eran los métodos de torturas constantes en Tuol Sleng por la Santebal.